# Vaudémont
Vaudémont je francouzská obec v departmentu Meurthe-et-Moselle v regionu Grand Est. Patří ke svazu obcí „Communauté de communes du Saintois“.

## Znak
Znak obce kombinuje erb hrabat z Vaudémontu a pahorek Sion.

## Památky
- zbytky hradu Vaudémont
- kostel Saint-Gengoult z 18. století

## Demografie
Počet obyvatel